# Elbląg-kanalen
Elbląg-kanalen (polsk: Kanał Elbląski, tysk: Oberländischer Kanal) ligger i den nordøstlige del af Polen i det tidligere Østpreussen.
Elbląg-kanalen opfattes normalt som strækningen mellem byerne Elbląg og Ostróda, et forløb på 82 km. Den samlede længde af vandvejssystemet med sidegrene, floder og søer er på 147 km.
Elbląg-kanalen blev bygget i årene 1848 – 1872. Den skulle skabe en vandvej til Østersøen og give mulighed for at fragte korn og tømmer fra Masurien til Elbląg og havne ved Wisła-floden.
Ved byggeriet var det største tekniske problem en niveauforskel på 99 meter mellem vandspejlene på de to søer Druzno og Piniewo, der ligger med 11 kilometers afstand. Ingeniør Georg Jakob Steenke, der projekterede kanalen, løste opgaven originalt: Foruden 5 sluser syd for Druzno og 2 syd for Piniewo anlagde han fire slæbesteder. Her bliver båden anbragt på en vogn, der kører på skinner. Kraften til at trække vognen op leveres af det faldende vand.
Det sidste afsnit af kanalen blev åbnet i 1873 og de 5 nordligste sluser blev erstattet af et nyt slæbested i årene 1874 - 1881.
Indtil 1912 blev kanalen kun brugt til erhvervsformål. Derefter begyndte turistsejladsen mellem Elbląg og Ostróda, dog afbrudt af ødelæggelser på grund af 2. verdenskrig. Georg Jakob Steenkes originale koncept fungerer stadig i dag.

## Galleri
- En båd nærmer sig et slæbested
- Båden passerer hjul, der trækker båd-vognene
- Båden trækkes op, mens den passeres af en tom vogn for nedadgående